# Léon Ollé-Laprune
Pour les articles homonymes, voir Ollé (homonymie).
Louis Léon Ollé-Laprune, né le 25 juillet 1839 et mort à Paris le 13 février 1898, est un philosophe catholique français et enseignant.

## Biographie

### Formation et premiers travaux
Il est élève au lycée Bonaparte, actuellement lycée Condorcet à Paris,.
Après avoir étudié à l'École normale supérieure de 1858 à 1861, agrégé de lettres, il décide de se consacrer à la philosophie, sous l'influence d'un ouvrage du père Gratry, Les Sources. Il est l'un de rares étudiants qui choisissent d'étudier la philosophie dans cet établissement, malgré une forte tendance à préférer d'autres disciplines, sous l'influence de l'enseignement de Désiré Nisard et de Paul Jacquinet. C'est le cours de philosophie donné par Elme-Marie Caro, arrivé dans la même année en qualité de maître de conférences, qui favorise cette décision,. Ami d'Henri Huvelin depuis 1858 à l'École normale, il partage avec lui son admiration de Gratry.
Ollé-Laprune étudie les auteurs catholiques de la première moitié du XIXe siècle, notamment Montalembert et Lacordaire. Il est également attiré par Frédéric Ozanam, catholique et professeur à la Sorbonne. Pour lui, Ozanam était un parfait modèle à suivre.
Il enseigne d'abord à Nice; après avoir obtenu l'agrégation de philosophie en 1864, il devient professeur au lycée de Douai et chargé de cours à l'université à Paris. Puis, entre 1868 et 1870, il est professeur de philosophie au lycée de Versailles,. En 1871, il devient professeur au célèbre lycée Henri IV de Paris. Pendant toute sa vie, il enseigne la philosophie en la présentant dans la perspective de la foi catholique, notamment au collège Stanislas.
Il retourne à l'École normale supérieure en 1875 et y enseigne pendant plus de vingt ans. En 1880 il obtint son doctorat ès lettres. En 1880, après avoir constaté le 16 octobre l'expulsion des Carmes de Bagnères-de-Bigorre par Jules Ferry (expulsion des congrégations), il appose sa signature sur un procès-verbal de protestation. Il est suspendu pendant un an de sa chaire,, mesure qui avait pour but d'exclure l'appel devant le Conseil supérieur de l'Instruction publique. Il est soutenu par une grande partie de ses étudiants et collègues : l'un de ses étudiants, Jean Jaurès, rédige une adresse qui lui est remise au nom des élèves,. Ernest Havet, président de l'Association des anciens élèves de l'École normale, recueille des dons en sa faveur par l'intermédiaire de la caisse de secours de son association. Il tire de cette expérience un ouvrage intitulé Les sources de la paix intellectuelle, publié en 1892.

### Carrière universitaire
Son premier ouvrage important est La Philosophie de Malebranche, publié en 1870 en deux tomes. Il est récompensé par le prix Montyon de l'Académie française. En 1880, opposé au rationalisme cartésien et au déterminisme positiviste, il soutient sa thèse de doctorat sur la part des sentiments et de la volonté dans la croyance, également récompensée par le prix Montyon. En 1881, dans son Essai sur la morale d'Aristote, Ollé-Laprune défend l'eudémonisme du philosophe grec contre les théories kantiennes. Dans La philosophie et le temps présent (1890), il s'attaque au spiritualisme déiste et argumente en faveur du droit du penseur chrétien à aller au-delà des données de la religion naturelle, pour éclairer la philosophie grâce aux données de la religion révélée. Le 20 mars 1896, il donne un discours sur la « virilité »aux facultés catholiques de Lyon.
Maurice Blondel, qui est son élève à l'École normale supérieure, lui dédie sa thèse en 1893. Ses cours rencontrent un grand succès auprès des jeunes catholiques issus du collège Stanislas qui cherchent une vie intellectuelle adaptée à leur besoin.
En décembre 1897, l'Académie des sciences morales et politiques le choisit pour succéder à Étienne Vacherot qui occupait le fauteuil 3 de la section I de philosophie,.

### Soutien à Léon XIII

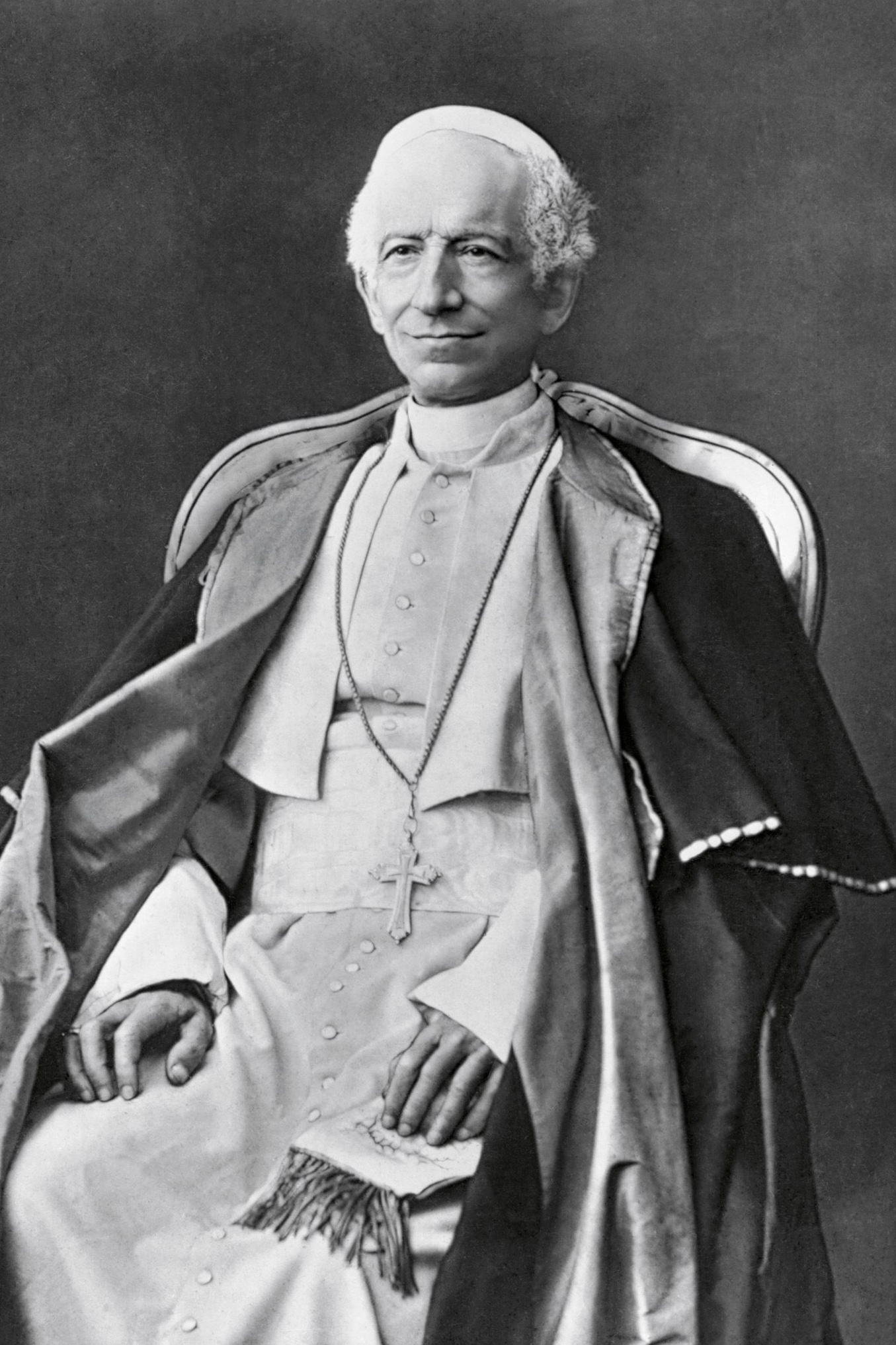
Le pape Léon XIII.

Ollé-Laprune relaie et soutient les recommandations faites par Léon XIII aux catholiques français, notamment dans l'encyclique Rerum novarum favorable à une justice sociale d'inspiration chrétiennes. Il part en pèlerinage à Rome avec sa famille et obtient, le 3 janvier 1895, une audience privée de vingt-cinq minutes avec le pape,. À la suite de cet entretien, il publie un article, Ce qu'on va chercher à Rome, paru initialement dans La Quinzaine. Ayant obtenu de nombreux lecteurs, l'article paraît ensuite chez Armand et Colin, dans la collection Questions du temps présent en tant que brochure. À la suite de cette audience et de cette publication, son image de représentant de la pensée catholique contemporaine grandit dans les sphères catholiques, par exemple au séminaire français de Rome. À la suite de ce pèlerinage, il multiplie ses visites dans différents cadres, notamment les séminaires, pour diffuser ses idées (collège de Juilly, société Saint-Thomas-d'Aquin, séminaire Saint-Sulpice, grand séminaire de Chartres.

En octobre 1897, il écrit un article intitulé Attention et courage ! en faveur du journal Le Patriote des Pyrénées, fondé en 1896 avec l'autorisation de l'évêque. Inspiré par l'encyclique Rerum novarum, le journal est soutenu par l'Union catholique des Basses-Pyrénées. Il s'agit de l'un des derniers articles de Léon Ollé-Laprune : 

« Attention et donc courage ! Attention à ce qui est fini, pour n'y plus revenir ; attention au danger pour y parer, aux ressources pour les employer. Et courage ! Courage pour faire ce qui est à faire, virilement, avec toutes les fortes vertus qu'exige une époque militante ! Courage pour avancer soi-même et faire avancer le monde dans la vérité et dans la justice ! »

— conclusion d’Attention et courage ! (1897)
 Ses articles et ses conférences sont rassemblés en 1901 par Georges Goyau sous le titre La vitalité chrétienne, attestant de son influence croissante dans les milieux catholiques. Quelques mois après son décès, le philosophe anglais William P. Coyne le cite comme « le plus grand laïc catholique français depuis Ozanam ».
Il meurt le 13 février 1898.

## Postérité
Ses idées sont notamment critiquées par Joseph Segond, protestant, ancien élève d'Ollé-Laprune, également agrégé de philosophie. Maurice Blondel prend sa défense, rédigeant notamment une nécrologie pour l’Annuaire de l'École normale supérieure en 1899, qui résume la pensée d'Ollé-Laprune, article apprécié par Désiré-Joseph Mercier, futur cardinal.
La notice de 1899 est enrichie en 1922 et paraît dans plusieurs numéros de La Nouvelle Journée, avant de paraître sous sa forme finale en 1923 : Léon Ollé-Laprune : L'Achèvement et l'Avenir de son œuvre.
Émile Boutroux donne le 7 janvier 1905 à l'Académie des sciences morales et politiques une discours d'hommage à Ollé-Laprune, publié en 1907.

## Famille
Léon Ollé-Laprune épouse, en 1872, la fille de Saint-René Taillandier, Marie-Adèle. De ce mariage naissent une fille et un fils, dont Joseph, qui tombe au champ d'honneur le 16 février 1915,.
- Jean-Louis Ollé-Laprune[2]
- Jenny Felicia Ollé-Laprune, née Jenny Felicia Mennessier[2]
  - Louis-Léon Ollé-Laprune (1839 - † 1898)
  - Marie-Adèle Ollé-Laprune (1847 - † 1921), née Marie-Adèle Saint-René Taillandier[24]
    - Joseph Ollé-Laprune (1875 - † 1915), premier secrétaire de l'ambassade de France à Rome[22], épousé Alice Gavoty (1886 - † ) en 1914
    - Renée Ollé-Laprune (1880 - † ), mariage avec Charles Combes en 1902, duquel l'allocution fut prononcée par le cardinal Adolphe Perraud

## Distinctions
- 1861 : Agrégation ès lettres, au 1er rang[2],[eb 2]
- 1864 : Agrégation en philosophie, au 2e rang (après Alfred Fouillée)[2],[eb 10]
- 1895 : Chevalier de la Légion d'honneur, au moment du centenaire de la fondation de l'École normale supérieure[25]

Voir aussi ci-dessous.

## Ouvrages
- 1870 : La philosophie de Malebranche, Librairie philosophique de Ladrange, Paris
[lire en ligne (tome I)] 551 p. ;
[lire en ligne (tome II)] 505 p. 
—  Académie des sciences morales et politiques, Prix du Budget (section de philosophie, 1870)[26]
—  Académie française, Prix Montyon (1871)[27]
- 1880 : De la certitude morale (thèse de doctorat principale)[1], Eugène Belin, Paris
[lire en ligne] 423 p.
—  Académie française, Prix Montyon (1882)[27]
- 1880 : De Aristoteleæ ethices fundamento, sive de eudæmonismo Aristoteleo (thèse de doctorat complémantaire)[1], Edebat Eugenius Belin, Lutetiæ Parisiorum
[lire en ligne] 95 p.
— Académie des sciences morales et politiques, Prix du Budget (section de morale, 1880[28],[29], pour le sujet Exposer et apprécier la doctrine morale qui ressort de l'analyse comparée des Morales d'Aristote)
- 1881 : Essai sur la morale d'Aristote, Veuve Eugène Belin et Fils, Paris
— même prix de l'Académie des sciences morales et politiques[eb 11]
[lire en ligne] 314 p.
- 1890 : La philosophie et le temps présent, Belin Frères, Paris
[lire en ligne] 379 p.
- 1892 : Les sources de la paix intellectuelle, Belin Frères, Paris
[lire en ligne (2e édition 1893)] 130 p.
- 1894 : Le prix de la vie, Belin Frères, Paris
[lire en ligne] 490 p.
- 1895 : Ce qu'on va chercher à Rome, revue La Quinzaine / puis Armand Colin et Cie, Paris (série Questions du Temps présent)[30],[31] 71 p.
[compte-rendu dans le Bulletin Critique (1895)]
- 1896 : Éloge du P. Gratry,
prononcé à la séance d'inauguration du buste au collège de Juilly, le samedi 8 février 1896, P. Téqui ainsi que V. Lecoffre
[lire en ligne] 30 p.
- 1896 : De la virilité intellectuelle, revue La Quinzaine / puis Belin, Paris[7]
[lire en ligne] 21 p.
- 1897 : Attention et courage !, journal Le Patriote des Pyrénées / puis Imprimerie catholique B. Broise, Pau, 22 p.[32]
[lire en ligne (chapitre I)] [(chapitres II et III)] [(chapitre IV)]
- 1898 : Étienne Vacherot, 1809 - 1897, Librairie académique Perrin et Cie, Paris (posthume)
[lire en ligne] 104 p.
- 1899 : Théodore Jouffroy, Librairie académique Perrin et Cie, Paris (posthume)
[lire en ligne] 235 p.
- 1901 : La vitalité chrétienne, Librairie académique Perrin et Cie, Paris (posthume avec introduction de Georges Goyau)
[lire en ligne] 343 p.
- 1906 : La raison et le rationalisme[1]
  - Librairie académique Perrin et Cie, Paris 1906 (posthume avec préface de Victor Delbos)
  - réédition numérique, Collection XIX, 2016 [extrait en ligne]

## Livre à grand succèsLe Prix de la vie
Après avoir effectué son cours de l'année 1887 - 1888 à l'École normale supérieure, Léon Ollé-Laprune décida de publier un nouveau livre destiné aux jeunes intellectuels : « Que penser et que faire de la vie ? » Car, à la suite de ce cours avec de jeunes normaliens, « Je suis convaincu, et je voudrais convaincre les autres que la vie est singulièrement précieuse, si l'on sait voir ce pour quoi elle nous est donnée et ce que nous pouvons et devons en faire,. » La première édition intitulée Le Prix de la vie parut en 1894. Il s'agit d'un livre sur la morale, qui constatait, dans la société contemporaine, « un affreux égoïsme, en dépit de belles paroles et de beaux rêves, séparant les hommes et tout prêt à les armer les uns contre les autres. » Afin de résoudre ce mauvais phénomène, il appelait une pensée de René Descartes : « une merveille, à savoir l'Homme-Dieu », autrement la ressource divine apportée à l'humanité.
Le 3 janvier 1895 au Vatican où l'auteur se présentait, le pape Léon XIII félicita cette publication, qui avait créé si heureuse influence sur la jeunesse de grandes écoles françaises et une véritable sensation parmi les jeunes.
Si Ollé-Laprune fut élu membre de l'Académie des sciences morales et politiques en 1897, c'était principalement grâce à cet ouvrage qui attirait de nombreux lecteurs.
Ce livre connut finalement un grand succès. En 1929, celui-ci comptait sa 49e édition, ce qui reste inhabituel pour un livre de philosophe contemporaine. En 1931, les éditions Eugène Belin sortirent la 50e édition particulière fournie, en couverture rigide, reliée demi-cuir, avec les filets dorés.
Même de nos jours, se continue la publication de nouvelles éditions, par exemple celle des Alicia Éditions (2019) ainsi que celle de Good Press en édition numérique (2021). En France, c'étaient les éditions Hachette Livre BnF qui avaient effectué en 2013 sa réimpression.

## Réimpressions effectuées par Hachette Livre BnF
De nombreux livres de Léon Ollé-Laprune furent repris chez Hachette Livre Bnf.
1. 2012 : La philosophie de Malebranche, tome I (édition 1870),  (ISBN 978-2-01-268298-6) 560 p.
2. 2013 : La philosophie de Malebranche, tome II (édition 1870),  (ISBN 978-2-01-281814-9) 506 p.
3. 2013 : Théodore Jouffroy (édition 1899),  (ISBN 978-2-01-281819-4) 247 p.
4. 2013 : Étienne Vacherot 1809 - 1897 (édition 1898),  (ISBN 978-2-01-281813-2) 109 p.
5. 2013 : De la certitude morale (édition 1880),  (ISBN 978-2-01-281811-8) 433 p.
6. 2013 : Essai sur la morale d'Aristote (édition 1881),  (ISBN 978-2-01-281812-5) 332 p.
7. 2013 : Les sources de la paix intellectuelle (2e édition 1893),  (ISBN 978-2-01-281818-7) 140 p.
8. 2013 : Le Prix de la vie (3e édition 1896),  (ISBN 978-2-01-281817-0) 507 p.
9. 2013 : La vitalité chrétienne (édition 1901),  (ISBN 978-2-01-281816-3) 420 p.
10. 2013 : La philosophie et le temps présent (3e édition 1898),  (ISBN 978-2-01-281815-6) 426 p.
11. 2016 : De la responsabilité de chacun devant le mal social : comité de défense et de progrès social : Séance 15 mars 1895 (édition 1900),  (ISBN 978-2-01-194256-2) 34 p.
12. 2016 : La vitalité chrétienne (édition 1901),  (ISBN 978-2-01-195340-7) 405 p.
13. 2016 : La raison et le rationalisme (édition 1906), préface de Victor Delbos,  (ISBN 978-2-01-195143-4) 324 p.
14. 2016 : Le Prix de la vie (édition 1894),  (ISBN 978-2-01-368581-8) 514 p.
15. 2017 : La philosophie de Malebranche, tome I (édition 1870),  (ISBN 978-2-01-971571-7) 560 p. — réimpression de 2012 épuisée
16. 2018 : Le Prix de la vie (49e édition 1929),  (ISBN 978-2-329-084817) 506 p.
17. 2019 : Académie Malebranche, discours. Séance solennelle de clôture, 10 juillet 1887 (édition 1887),  (ISBN 978-2-329-23882-1) 40 p.
18. 2020 : Les sources de la paix intellectuelle (édition 1906),  (ISBN 978-2-329-37465-9) 158 p.

Par ailleurs, Ollé-Laprune est l'un des auteurs choisis par la BnF collection ebooks.
1. 2016 : Les sources de la paix intellectuelle,  (ISBN 978-2-34603709-4) 127 p.